# 浅井勇暉
浅井 勇暉（あさい ゆうき、2002年10月30日 - ）は、ジャパンラグビーリーグワンのクボタスピアーズ船橋・東京ベイに所属するラグビーユニオン選手。

## 略歴
2017年、中学生の時にアルペンスキーの宮城県代表としてJOCジュニアオリンピックカップに出場。
2019年、高2の時に、日本ラグビーフットボール協会「ビッグマン&ファストマンキャンプ」に参加。
2021年、慶應義塾大学に入る。2年時に東日本大学セブンズに出場した。3年時に、関東大学春季大会に出場、関東大学対抗戦と大学選手権（全国大学ラグビーフットボール選手権大会）でも出場機会を得た。4年時には、関東大学対抗戦と大学選手権の全試合において先発出場を果たした。
2025年1月21日、ジャパンラグビーリーグワンのクボタスピアーズ船橋・東京ベイへの入団を発表した。同年3月、慶應義塾大学卒業。